# Beynac-et-Cazenac
Beynac-et-Cazenac é uma comuna francesa na região administrativa da Nova Aquitânia, no departamento Dordonha. Estende-se por uma área de 12,77 km². Em 2010 a comuna tinha 555 habitantes (densidade: 43,5 hab./km²).
Pertence à rede das As mais belas aldeias de França.